# A Step to English
『A Step to English』（ア・ステップ・トゥ・イングリッシュ）は、NHK教育テレビジョンで1972年4月8日から1982年3月15日まで放送されていた中学校1年生向けの学校放送（教科：英語）である。当初はモノクロ放送だったが、1976年4月からカラー放送となった。

## 概要
現在まで続くNHK語学講座のパイオニア的存在。講師の外国人らがコントドラマ形式で英語をレクチャーする、当時としては画期的な番組であった。
番組開始当初は、当時NHK総合テレビジョンで放送されていた若者向け人気音楽番組『ステージ101』のレギュラーだった歌手グループのヤング101のメンバーが毎回登場して、英語の歌を披露するコーナーもあった。

## 放送時間
| 期間                         | 放送時間             |
| ---------------------------- | -------------------- |
| 1972年4月8日 - 1982年3月15日 | 月曜日 12:00 - 12:20 |

別の時間帯での再放送あり。

## 出演者
- デニー・エングルマン（1972年4月 - 1975年3月）[3][5]
- バクちゃん - 沼田爆（1972年4月 - ?）[3][5][注釈 1]
  - 生徒役[3]。
- ミス・コンピューター - Brenda Takano（1972年4月 - ?）[3][5]
  - バクちゃんが相談する外国人女性のコンピューター[3][5]。
- キム・ワトキンソン（1972年4月 - ?）[6]
- リー・トンプソン（1975年4月 - 1979年3月）
- モウラ・ヘネシー（？-1979年3月）
- ロジャー・ガードナー（1975年4月 - 1975年7月）
- ティーブ・サンドバーグ（1976年4月 - 1976年8月）
- 藤井つとむ（1976年7月 - 1979年3月）[7]
- ジェフリー・ジョーンズ（1979年4月 - 1981年3月）
- 高橋伸江（1979年4月 - 1981年3月）
- ジュリアン・ラムフォード（1981年4月 - 1982年3月）
- スーザン・ムロット（1981年4月 - 1982年3月）

## 番組の現存状況
- 「How old are you?」（1972年8月3日）が保存されている[8]。